# Malms kyrka
Malms kyrka (finska: Malmin kirkko) är en kyrka i Helsingfors. Den planerades av Kristian Gullichsen, och blev klar år 1981. Kyrkans ytter- och innerväggar är av rött tegel. Kyrksalen är bred och 13 meter hög. Kyrkan omges av en 85 meter lång stenmur. Kyrkans orgel byggdes av orgelbyggeri Hans Heinrich i Maxmo, och blev färdig 1984. Kyrkan är huvudkyrka för den finskspråkiga Malms församling.